# 安納斯·沙里夫
安納斯·贾马尔·马茂德·沙里夫（阿拉伯语：أنس جمال محمود الشريف，Anas Jamal Mahmoud Al-Sharif；1996年12月3日—2025年8月10日），是巴勒斯坦记者和摄影师，任職於半岛电视台，以在前线报道加沙战争著稱。2024年，他和路透社的记者获得普立茲突發新聞攝影獎。
2025年，以色列国防军不断指控沙里夫为哈马斯成员。同年8月10日，他和其他四位半岛电视台记者在一场有预谋的以色列空袭中身亡。联合国秘书长安东尼奥·古特雷斯谴责以色列的行径。